# Зона наредног развоја
Зона наредног развоја је термин који припада области дечије развојне психологије. Односи се на дијагностику развоја детета на одређеним узрастима. Термин је формулисао руски психолог Лав Виготски почетком 20. века.Односи се на зону која обухвата дистанцу између стварног развојног нивоа детета и потенцијалног развојног нивоа детета.